# Los peces fuera del agua
 (juin 2022).
Pour plus de détails, voir Fiche technique et Distribution.
Los peces fuera del agua (littéralement : « les poissons hors de l'eau ») est un film salvadorien réalisé par José David Calderón, sorti en 1969. Il s'agit de l'un des premiers longs métrages de fiction réalisé par un Salvadorien,,.

## Synopsis
Olivia, une femme perturbée rêve que son amour, Julio, qui lui écrit des lettres, revienne. Mais sa seule amie, Esther, lui cache un terrible secret.

## Fiche technique
- Titre : Los peces fuera del agua
- Réalisation : José David Calderón
- Scénario : José David Calderón d'après sa pièce de théâtre La puerta cerrada
- Production : José David Calderón
- Société de production : Cinespot
- Pays :  Salvador
- Genre : Drame
- Durée : 80 minutes
- Dates de sortie : 
  -  Salvador : 1969

## Distribution
- Isabel Dada : Olivia
- Gilda Lewin : Esther
- Ernesto Merida : Julio